# Волим те (албум Дада Полументе)
Волим те је трећи студијски албум црногорског поп-фолк певача Дада Полументе, издат 2007. године за Голд мјузик. На овом албуму налази се хит Да сам тада боље те знао, као и песма Фобија, дует са његовом тетком Азром Полумента. Сву музику на албуму компоновао је сам певач.

## Списак песама
Аутор(и) свих песама: Дадо Полумента.
| №  | Назив                    | Текст                      | Трајање |  |
| 1. | Ја ноћас долазим         | Горан Кириџић, Иван Јањић  |         |  |
| 2. | Да сам тада боље те знао | Дадо Полумента             |         |  |
| 3. | Гдје си сад              | Суад Кургаш                |         |  |
| 4. | Фобија                   | Дадо Полумента, Иван Јањић |         |  |
| 5. | Волим те...              | Дадо Полумента             |         |  |
| 6. | Лажна имена              | Суад Кургаш                |         |  |
| 7. | Лака жено                | Биљана Вујовић             |         |  |
| 8. | Луче мало                | Суад Кургаш                |         |  |
| 9. | Није ти фино             | Горан Кириџић              |         |  |